# Alexandr Myslivčenko
Alexandr Grigorjevič Myslivčenko (rusky Александр Григорьевич Мысливченко; 23. září 1924 v Sumách, Ukrajinská SSR, SSSR – 13. ledna 2025) byl sovětský marxisticko-leninský filozof a vysokoškolský pedagog, doktor filozofických věd, profesor, odborník pro filozofickou antropologii, ruskou filozofii a dějiny západní filosofie, zejména vývoj filozofie v skandinávských zemích.

## Životopis
V roce 1951 absolvoval Státní institut mezinárodních vztahů v Moskvě. V letech 1951–1953 působil v MGB (předchůdce KGB). V roce 1958 obhájil kandidátskou práci a začal působit jako odborný pracovník ve Filozofickém ústavu Akademie věd SSSR. V roce 1969 získal hodnost doktora filozofických věd s disertační prací na téma filozofie v Švédsku. V letech 1973–2004 byl profesorem Lomonosovovy univerzity. Je jedním z autorů učebnice Dějiny filosofie (rusky История философии) za redakce Michaila Dynnika, kde napsal kapitoly o filozofii v zemích severní Evropy.

## Publikace
v ruštině
- Диалектический и исторический материализм / [А. Г. Мысливченко, А. П. Шептулин, Н. И. Азаров и др.; Под общ. ред. А. Г. Мысливченко, А. П. Шептулина]. - 2-е изд., перераб. и доп. - М. : Политиздат, 1988. - 445, [1] с.; 21 см.; ISBN 5-250-00244-7
- Мысливченко А. Г. Философская мысль в Швеции: Основные этапы и тенденции развития. - Москва : Наука, 1972. - 264 с.; 20 см.
Recenze: Haiko D. Sovietska monografia о dejinach filozofickeho myslenia vo Svedsku (Советская монография об истории философского мышления в Швеции) // Filozofia. Bratislava. 1972. N 6. (slovensky)

Překlady do češtiny
- Dějiny filosofie I-V (původním názvem: «История философии» [6 томов] (1957-1965)). Za redakce M.A. Dynnika, Marka Mitina, Michaila Iovčuka, Teodora Ojzermana aj. 1. vyd. Praha: Státní nakladatelství politické literatury, 1959–1963. 5 svazků.
- Leninismus a filosofické problémy současnosti (původním názvem: Ленинизм и философские проблемы современности, Leninizm i filosofskije problemy sovremennosti). Překlad : z ruského originálu přeložil Jaroslav Javůrek; Celková redakce M.T. Jovčuk (vedoucí autorského kolektivu) a V. V. Mšvenijeradze. Praha: Svoboda, 1972. 663 s. Kapitola XIV „Filozofické problémy člověka“, s. 420–443. Náklad 4000 výt.
- JOVČUK, M. T.; MYSLIVČENKO, A. G. Závěr. In: JOVČUK, M.T.; MŠVENIJERADZE, V. V. Leninismus a filosofické problémy současnosti. 1. vyd. Praha: Svoboda, 1972. S. 652–664.

Slovenské překlady
- Marxisticko-leninská filozofia v súčasnom svete. Bratislava : Pravda, 1987. 2 sv. (608, 435 s.) / ved. autor. kol.: A.G. Myslivčenko ; z rus. orig. Sovremennaja marksistsko-leninskaja filosofija v zarubežnych stranach prel. K. Fircáková, J. Gallo a P. Greguš ; kapitolu Marxistická filozofia v ZSSR prel. Táňa Suchá a Kamila Fircáková